# Тесноноси маймуни
Тесноноси (Catarrhini), или Маймуни на Стария свят, се наричат маймуните разпространени в Африка, Азия и Южна Европа (виж Магот). Тази таксономична категория обединява същинските Коткоподобни маймуни (Cercopithecoidea) и Човекоподобните маймуни (Hominoidea), които от своя страна се делят на две семейства: Гибони (Hylobatidae) и Човекоподобни (Hominidae).
Както говори наименованието им, тези примати се отличават от американските си събратя, известни като Широконоси (Platyrrhini) или Маймуни на Новия свят, преди всичко по тясната си носова преграда и обърнати напред и надолу ноздри. Освен това опашката им не е хватателна (виж Опашнохватателни маймуни), а някои видове дори нямат такава. Повечето тесноноси маймуни имат характерни задбузни торбички и седалищни мазоли. Ноктите им са плоски, както при човека, който също спада към тях.
Всички маймуни на Стария свят са активни предимно дененем и повечето търсят храна както по дърветата, така и на земята. Мнозинството видове са социални животни, живеят на повече или по-малко големи групи с повече или по-малко строга йерархия и с някои изключения са полигамни. Половият диморфизъм обикновено е много ясно изразен.

## Семейства
- Cercopithecidae – Коткоподобни маймуни
- Hylobatidae – Гибони
- Hominidae – Човекоподобни